# Kishelvény
Kishelvény (szlovákul: Malé Chlievany) Bán városrésze, egykor önálló község Szlovákiában, a Trencséni kerület Báni járásában.

## Fekvése
Bán központjától 2 km-re nyugatra fekszik.

## Története
1276-ban „Hleulan” néven említik először. A középkorban a trencséni vár tartozéka, majd a gróf Cseszneky család birtoka volt. A 15. században a Helvényi és Halácsy családok is részbirtokot szereztek.
Fényes Elek 1851-ben kiadott geográfiai szótárában így ír a faluról: „Kis-Chlivén, tót falu, Trencsén most A. Nyitra vgyében, Bánhoz 1/2 óra. Lakja 79 kath., 7 evang., 4 zsidó. F. u. többen.”
1910-ben 98, túlnyomórészt szlovák lakosa volt. 1920 előtt Trencsén vármegye Báni járásához tartozott.

## Neves személyek
- Itt született 1800-ban Kischlivényi Chlivényi József katolikus pap, bölcselettanár.

## Lásd még
- Bán
- Alsóozor
- Felsőozor
- Igazpüspöki